# Czeski Komitet Olimpijski
Czeski Komitet Olimpijski (cze.Český olympijský výbor) – stowarzyszenie związków i organizacji sportowych z siedzibą w Pradze, zajmujące się organizacją udziału reprezentacji Czech w igrzyskach olimpijskich i europejskich oraz upowszechnianiem idei olimpijskiej i promocją sportu, a także reprezentowaniem czeskiego sportu w organizacjach międzynarodowych, w tym w Międzynarodowym Komitecie Olimpijskim.

## Prezydenci Czeskiego Komitetu Olimpijskiego[2]
- 2012–obecnie: Jiří Kejval
- 1996–2012: Milan Jirásek
- 1990–1996: Věra Čáslavská
- 1988–1989: Jindřich Poledník
- 1972–1988: Antonín Himl
- 1970–1972: Richard Nejezchleb
- 1967–1970: Emanuel Bosák
- 1958–1967: František Vodsloň
- 1956–1958: Václav Pleskot
- 1951–1956: Vilém Mucha
- 1929–1951: Josef Gruss
- 1899–1929: Jiří Stanislav Guth-Jarkovský